# Tornillo de potencia
En mecánica, el tornillo de potencia es un elemento de máquina formado por un eje largo que rota y tiene hilos de tornillo exteriores, con los cuales por medio de una tuerca transforma movimiento rotacional en lineal.

## Descripción
Debido al gran área de contacto de deslizamiento los hilos de tornillo de sus miembros macho y hembra tienen mayor perdida de energía friccional comparado con otros enlaces. No son, típicamente, utilizados para llevar alta potencia, pero más para uso intermitente en actuadores de baja potencia y mecanismos de posicionado. Los tornillos de potencia son, comúnmente, utilizados en actuadores lineales, deslizantes de máquinas (tales como en máquinas herramientas), tornillo de banco, prensas, y gatos. Los tornillos de potencia son un componente común en actuadores lineales eléctricos.
Pueden ser metálicos (el material más utilizado es acero templado), de madera o PVC. 
Los tornillos de potencia son fabricados en la misma forma que otras formas hiladas (pueden ser rolados, cortados, o esmerilados).
Un tornillo de potencia es, a veces, utilizado con una tuerca partida (también llamada media tuerca), lo cual permite a la tuerca ser desacoplada de la rosca y movida axialmente, independientemente, de la rotación del tornillo, cuando se necesite (tal como en la rosca de simple punto de un torno manual). Una tuerca partida también puede ser utilizada para compensar por desgaste al comprimir las partes de la tuerca.
Un tornillo de potencia hidrostático supera varias de las desventajas de un tornillo de potencia normal, teniendo alta precisión posicional, muy baja fricción, y muy bajo desgaste, pero requiere el suministro continuo de fluido de alta presión y fabricación de alta precisión, llevando a, significativamente, mayor costo que otros enlaces de movimiento lineal. 

## Tipos de rosca
Existen diferentes tipos de rosca en función de la forma del perfil del filete, del número de filetes que tenga, del paso de la propia rosca, y del sentido de giro de avance del tornillo. Generalmente el perfil de una rosca suele ser de forma triangular, si bien también existen roscas de perfil cuadrado, trapezoidal, y en diente de sierra o redondo. En cuanto al sentido de giro de la rosca, normalmente, el avance se produce girando la rosca a la derecha, mientras que el retorno se produce girando la rosca a la izquierda. También existen tornillos y tuercas que funcionan en sentido inverso.
El tipo de rosca de los tornillos de potencia es diferente a la de los tornillos normales, tiene un paso muy grande.
| Rosca            | Descripción | Ejemplo                              |
| ---------------- | --- | ------------------------------------ |
| Cuadrada         | Son las más eficientes, teniendo la menor fricción, así que son, a menudo, utilizados para tornillos que llevan alta potencia. Pero también son los más difíciles de maquinar, y así son los más caros. | Tornillos de banco, mordazas, etc.   |
| Trapezoidal ACME | Tienen un ángulo de 29°, el cual es más fácil de maquinar que la rosca cuadrada. No son tan eficientes como las roscas cuadradas, debido al incremento de fricción por el ángulo de rosca. Son, generalmente, más fuertes que las roscas cuadradas debido debido al perfile de rosca trapezoidal, la cual provee mayores capacidades de llevar carga. | Prensas, máquinas-herramientas, etc. |
| De contrafuerte  | Son de una forma triangular. Estas son utilizadas donde la fuerza de carga en el tornillo, solo se aplica en una dirección. Son tan eficientes como las roscas cuadradas en estas aplicaciones, pero son más fácil de fabricar. |                                      |

## Ventajas y desventajas
Las ventajas de un tornillo de potencia son:
- Gran capacidad para llevar carga
- Compacto
- Simple de diseñar
- Fácil de fabricar, no se requiere de maquinaria especializada
- Gran ventaja mecánica
- Movimiento lineal preciso
- Suave, silencioso y de bajo mantenimiento
- Número mínimo de partes
- Muchos se auto-enclavan (no pueden retrocederse)

Las desventajas son que muchos no son muy eficientes. Debido a la baja eficiencia no pueden ser utilizados en aplicaciones de potencia continua. También, tienen un alto grado de fricción en los hilos de rosca, el cual puede desgastar los hilos rápidamente. Para rosca cuadrada, la tuerca debe ser remplazada; para rosca trapezoidal, un tuerca partida deberá ser utilizada para compensar por el desgaste.

## Alternativas
Las alternativas para la actuación de tornillo de potencia, incluyen:
- Tornillos de bolas y tornillos de rodillos (algunas veces categorizadas como tipos de tornillos de potencia más en contraindicación)
- Potencia fluida (ejemplo hidráulica y neumática)
- Trenes de engranajes
- Actuador electromagnético (ejemplo solenoides)
- Actuador piezoeléctrico

## Mecánica
El torque requerido para levantar o bajar una carga puede ser calculado al "desenvolver" una revolución de rosca. Esto es más fácil descrito por una rosca cuadrada o de contrafuerte ya que el ángulo de hilado es 0 y no tiene rumbos en los cálculos. Los hilos desenvueltos forman un triángulo rectángulo donde la base es de largo ({\displaystyle \pi \ d_{m}}) y de altura el otro cateto. La fuerza de la carga es dirigida hacia abajo, la fuerza normal es perpendicular a la hipotenusa del triángulo, la fuerza de fricción es dirigida en la dirección opuesta a la dirección del movimiento (perpendicular a la fuerza normal o a lo largo de la hipotenusa), y una fuerza de "esfuerzo" imaginario esta actuando horizontalmente en la dirección opuesta a la dirección de la fuerza de fricción. Utilizando el diagrama de cuerpo libre, el torque requerido para levantar o bajar la carga puede ser calculado como:
{\displaystyle T_{subir}={\frac {F\ d_{m}}{2}}{\Bigl (}{\frac {l+\pi \mu d_{m}}{\pi d_{m}-\mu l}}{\Bigr )}={\frac {F\ d_{m}}{2}}\tan(\phi +\lambda )}
{\displaystyle T_{bajar}={\frac {F\ d_{m}}{2}}{\Bigl (}{\frac {\pi \mu d_{m}-1}{\pi d_{m}+\mu l}}{\Bigr )}={\frac {F\ d_{m}}{2}}\tan(\phi -\lambda )}
| Símbolo                  | Nombre                     | Unidad |
| ------------------------ | -------------------------- | ------ |
| {\displaystyle \alpha }  | Mitad del ángulo de rosca  |        |
| {\displaystyle \phi }    | Ángulo de fricción         |        |
| {\displaystyle \lambda } | Ángulo de cateto de altura |        |
| {\displaystyle \mu }     | Coeficiente de fricción    |        |
| {\displaystyle d_{m}}    | Diámetro medio             |        |
| {\displaystyle F}        | Cara en el tornillo        |        |
| {\displaystyle l}        | Cateto de altura           |        |
| {\displaystyle T}        | Torque                     |        |

| Material de tornillo     | Material de tuerca | Material de tuerca | Material de tuerca | Material de tuerca |
| Material de tornillo     | Acero              | Bronce             | Latón              | Fundición          |
| ------------------------ | ------------------ | ------------------ | ------------------ | ------------------ |
| Acero, seco              | 0.15 - 0.25        | 0.15 - 0.23        | 0.15 - 0.19        | 0.15 - 0.25        |
| Acero, aceite de máquina | 0.11 - 0.17        | 0.10 - 0.16        | 0.10 - 0.15        | 0.11 - 0.17        |
| Bronce                   | 0.08 - 0.12        | 0.04 - 0.06        |                    | 0.06 - 0.09        |

Basados en la ecuación de ({\displaystyle T_{bajar}}) se puede encontrar que el tornillo se auo-enclava cuando el coeficiente de fricción es mayor que la tangente del ángulo del cateto de altura. Una comparación equivalente es cuando el ángulo de fricción es mayor que el ángulo de fricción es mayor que el ángulo del cateto de altura ({\displaystyle \phi >\lambda }). Cuando esto no es cierto, el tornillo se regresará o bajará bajo el peso de la carga. 

### Eficiencia
La eficiencia, calculada utilizando la ecuación de torque (de arriba) es:
{\displaystyle {\text{Eficiencia}}={\frac {T_{0}}{T_{subir}}}={\frac {Fl}{2\pi T_{subir}}}={\frac {\tan \lambda }{\tan(\phi +\lambda )}}}

### Ángulo de rosca no cero
Para tornillos que tienen un ángulo de rosca diferente de cero, tal como la rosca trapezoidal, este debe ser compensado al incrementar las fuerzas de fricción. La ecuación abajo toma esto en consideración: 
{\displaystyle T_{subir}={\frac {F\ d_{m}}{2}}{\Bigl (}{\frac {l+\pi \mu d_{m}\sec \alpha }{\pi d_{m}-\mu l\sec \alpha }}{\Bigr )}={\frac {F\ d_{m}}{2}}{\Bigl (}{\frac {\mu \sec \alpha +\tan \lambda }{1-\mu \sec \alpha \tan \lambda }}{\Bigr )}}
{\displaystyle T_{bajar}={\frac {F\ d_{m}}{2}}{\Bigl (}{\frac {\pi \mu d_{m}\sec \alpha -1}{\pi d_{m}+\mu l\sec \alpha }}{\Bigr )}={\frac {F\ d_{m}}{2}}{\Bigl (}{\frac {\mu \sec \alpha -\tan \lambda }{1+\mu \sec \alpha \tan \lambda }}{\Bigr )}}
Si el tornillo de potencia tiene un collar en el cual la carga se soporta, entonces las fuerzas de fricción entre la interface deben ser contabilizadas para el cálculo de torque tan bien. Para la siguiente ecuación la carga se asume estar concentrada en el diámetro d collar medio ({\displaystyle d_{c}}):
| Símbolo                  | Nombre                                             | Unidad |
| ------------------------ | -------------------------------------------------- | ------ |
| {\displaystyle \mu _{c}} | Coeficiente de fricción entre el collar y la carga |        |
| {\displaystyle d_{c}}    | Diámetro del collar medio                          |        |

Para collares que utilizan cojinetes de empuje la pérdida de fricción es despreciable y la ecuación de arriba puede ser ignorada.
La eficiencia para ángulos de rosca no cero puede ser escrita como sigue:
{\displaystyle \eta ={\frac {\cos \alpha -\mu \tan \lambda }{\cos \alpha -\mu \cot \lambda }}}
| Combinación de materiales    | Reposo {\displaystyle \mu _{c}} | Movimiento {\displaystyle \mu _{c}} |
| ---------------------------- | ------------------------------- | ----------------------------------- |
| Acero suave / fundición      | 0.17                            | 0.12                                |
| Acero endurecido / fundición | 0.15                            | 0.09                                |
| Acero suave / bronce         | 0.10                            | 0.08                                |
| Acero endurecido / bronce    | 0.08                            | 0.06                                |

### Velocidad de funcionamiento
| Material de tuerca | Cargas seguras | Cargas seguras | Velocidad | Velocidad   |
| Material de tuerca | psi            | bar            | fpm       | m / s       |
| ------------------ | -------------- | -------------- | --------- | ----------- |
| Bronce             | 2,500 - 3,500  | 170 - 240      | Baja      | Baja        |
| Bronce             | 1,600 - 2,500  | 110 - 170      | 10        | 0.05        |
| Fundición          | 1,800 - 2,500  | 120 - 170      | 8         | 0.04        |
| Bronce             | 800 - 1,400    | 55 - 97        | 20 - 40   | 0.10 - 0.20 |
| Fundición          | 600 - 1,000    | 41 - 69        | 20 - 40   | 0.10 - 0.20 |
| Bronce             | 150 - 240      | 10 - 17        | 50        | 0.25        |

La velocidad de funcionamiento de un tornillo de potencia (o tornillo de bolas) es, típicamente, limitada, a lo sumo, 80% de la velocidad crítica calculada. La velocidad crítica es la velocidad que excita la frecuencia natural del tornillo. Para un tornillo de potencia de acero o tornillo de bolas de acero, la velocidad crítica es aproximadamente:
| Símbolo               | Nombre                                         | Imperial | Métrica |
| --------------------- | ---------------------------------------------- | -------- | ------- |
| {\displaystyle N}     | Velocidad crítica                              | rpm      | rpm     |
| {\displaystyle d_{r}} | Diámetro menor (raíz) del tornillo de potencia | pulg     | mm      |
| {\displaystyle L}     | Longitud entre cojinetes soportantes           | pulg     | mm      |

| Imperial          | Métrico           | Extremo 1 | Extremo 2 |
| {\displaystyle C} | {\displaystyle C} | Extremo 1 | Extremo 2 |
| ----------------- | ----------------- | --------- | --------- |
| 0.36              | 3.9               | Fijo      | Libre     |
| 1.00              | 12.1              | Simple    | Simple    |
| 1.47              | 18.7              | Fijo      | Simple    |
| 2.23              | 27.2              | Fijo      | Fijo      |

### Funcionamiento
| {\displaystyle A=z\ p}         | {\displaystyle A=z\ p}                               | {\displaystyle A=z\ p}         | {\displaystyle A=z\ p}                                                                                      |
| {\displaystyle L=n\ A=n\ z\ p} | {\displaystyle L=n\ A=n\ z\ p}                       | {\displaystyle L=n\ A=n\ z\ p} | {\displaystyle L=n\ A=n\ z\ p}                                                                              |
| Símbolo                        | Nombre                                               | Unidad                         | Descripción                                                                                                 |
| ------------------------------ | ---------------------------------------------------- | ------------------------------ | --- |
| {\displaystyle A}              | Avance                                               | mm                             | Es la distancia que avanza la tuerca al girar el tornillo de potencia una vuelta completa                   |
| {\displaystyle L}              | Longitud desplazada                                  | mm                             | Es la distancia que se desplaza la tuerca cuando el tornillo de potencia gira                               |
| {\displaystyle p}              | Paso de rosca                                        | mm                             | Es la distancia entre dosel husillo en cada vuelta.                                                         |
| {\displaystyle z}              | Número de entradas o filetes de rosca característica |                                | Es el número de hélices que se enroscan en paralelo sobre el núcleo del tornillo. Generalmente es 1, 2 o 3. |
| {\displaystyle n}              | Vueltas completas en el lambo                        |                                | Son las vueltas completas que gira el tornillo de potencia.                                                 |

## Uso
La tuerca de tornillo de potencia es un tipo de mecanismo que está constituido por un tornillo que al girar produce el desplazamiento longitudinal de la tuerca en la que va enroscado (movimiento rectilíneo).
Es utilizado  para accionar elementos de apriete tales como prensas o mordazas, así como para producir el desplazamiento lineal de los diferentes carros de fresadoras y tornos, o en compuertas hidráulicas.